# Nosopsyllus vauceli
Nosopsyllus vauceli är en loppart som beskrevs av Klein 1963. Nosopsyllus vauceli ingår i släktet Nosopsyllus och familjen fågelloppor. Inga underarter finns listade i Catalogue of Life.